# Horace Heidt
Horace Heidt, (Alameda, 1901. május 21. – Del Mar, 1986. december 1.) amerikai zongorista, big band karmester, radiós és televíziós személyiség. Az 1930-as, -40-es években az Amerikai Egyesült Államok egyik legsikeresebb tánczenekarát vezette.

## Pályafutása
Horace Heidt a Berkeley Egyetemen tanult. Profi futballista szeretett volna lenni, de megsérült a háta. 1923-ban tánczenekart alapított, amely az 1920-as években vaudeville-ekkel turnézott Amerikában és Európában is. A zenekar feloszlása után 1932-ben új zenekart alapított „Horace Heidt and his Brigadiers” néven, amelynek saját rádióműsora is volt a chicagói Drake Theater in Chicagoban 1936-ban. A zenekar véletlenszerű kiválasztással készpénzt osztott a közönségnek, ami rendkívül népszerűvé tette őket. A „Pot o’ Gold” című programjukból filmet készítettek Heidttel 1941-ben. A „Pot o' Gold” című filmet George Marshall rendezte, James Stewart és Paulette Goddard voltak a főszereplői.
A swing sikere Heidtet is lenyűgözte, és megpróbálta növelni a „Horace Heidt and his Musical Knights” nevű zenekarának színvonalát oly módon, hogy olyan zenészeket szerződtetett, mint Bobby Hackett, Irving Fazola, Frank De Vol és Jess Stacy (és a feloszlott Glenn Miller Orchestrából). A zenekar a hangszerelője Bill Finegan és Tex Beneke volt.
Heidt nőket is bevett zenekarába. Az énekesek között szerepelt: a The King Sisters, Larry Cotton, a Donna és a Don Juans (Donna Wood énekesnő). Az 1930-as évek végén és a negyvenes évek elején nagy népszerűségnek örvendett a zenekar. 1937-ben a „Gone with the Wind”, valamint a Ti-Pi-Tin-nel 1938-ban megjelent dal az első számú slágerük volt, 1939-ben pedig a „The Man with the Mandolin” volt a topon. 1941-ben hat slágerük  volt a Top 10-ben, a következő évben újabb top 10-es slágerük volt. Az 1947-es „Don't Fence Me In” a 7. helyet érte el.
1945-ben egy heces vita miatt nyugdíjba vonult, és ingatlanbefektetéseinek szentelte magát, amivel a kor egyik leggazdagabb zenekarvezetője lett. 1947-ben  visszatért és és rádiós tehetségkutatókban vezette a zenekart. 1950-től a televízióban is szerepelt, 1955-ben a „The Swift Show Wagon” című műsorban. Nem sokkal később visszavonult.
Fia, Horace Heidt Jr. szintén zenekarvezető lett.

## Lemezválogatás
- 1937: Gone with the Wind
- 1937: Once in a While
- 1937: Hot Lips
- 1938: Ti–Pi–Tin
- 1938: This Can't Be Love
- 1938: Heigh-Ho
- 1939: Tomorrow Night
- 1940: When You Wish upon a Star
- 1940: The Stars and Stripes Forever
- 1941: I Don't Want to Set the World on Fire
- 1941: Mamma
- 1942: Deep in the Heart of Texas
- 1943: That Old Black Magic
- 1945: Don't Fence Me In

## Díjak
- Hollywood Walk of Fame
- 2001: Golden Palm Star on the Palm Springs Walk of Stars